# Артёмовские садово-дендрологические насаждения
Артёмовские садово-дендрологические насаждения — ландшафтный заказник местного значения. Находится в Бахмутском районе Донецкой области возле села Опытное. Статус заказника присвоен решением облисполкома № 276 от 27 июня 1984 года. Площадь — 2400 га. Территория заказника — садово-древесные насаждения, которые включают лесопарк площадью 897 га, помологические сады площадью 1169 га, дендропарк площадью 15 га, водоёмы площадью 73 га.